# بيز آفات
بيز أفات هو جبل من جبال الألب غلاروس، ويقع شمال سومفيتغ في كانتون غراوبوندن. يطل على Val Russein من جانبه الغربي.